# Дронго білочеревий
Дронго білочеревий (Dicrurus caerulescens) — вид горобцеподібних птахів родини дронгових (Dicruridae).

## Поширення
Вид поширений в Індії, Шрі-Ланці та на крайньому півдні Непалу. Мешкає у сухих відкритих лісах та на узліссі тропічних вологих лісів.

## Опис
Птах завдовжки 24 см, вагою 39-41 г. Це птах з міцною і стрункою зовнішністю, великою округлою головою, конусоподібним і міцним дзьобом, короткими ногами, довгими крилами і довгим хвостом з роздвоєним кінцем, кінчики якого розходяться, вигинаючись назовні в дистальній половині. Оперення сіро-блакитне на лобі, вершині, потилиці, спині, крилах і хвості. Груди сіро-блакитні з блакитними або лавандовими відтінками, тоді як живіт і підхвістя брудно-білі. Дзьоб і ноги чорнуватого кольору, очі карміново-червоні.

## Спосіб життя
Трапляється парами або наодинці. Полює на комах та інших безхребетних. Іноді поїдає дрібних ящірок та жаб, ягоди та плоди. Моногамний птах. Сезон розмноження триває з лютого до кінця червня. Невелике чашоподібне гніздо серед гілок дерев будують обидва партнери. У кладці 2-4 рожевих з темно-коричневим візерунком яйця. Насиджують також обидва батьки по черзі. Інкубація триває три тижні. Пташенята залишають гніздо приблизно через 20 днів після народження, але самостійними стають через місяць.

## Підвиди
- Dicrurus caerulescens caerulescens (Linnaeus, 1758) — номінальний підвид, широко поширений у більшій частині ареалу;
- Dicrurus caerulescens insularis (Sharpe, 1877) — поширений у північній та східній частині Шрі-Ланки;
- Dicrurus caerulescens leucopygialis Blyth, 1846 — в центрально-південній Шрі-Ланці.